# Intervención General de la Administración del Estado
La Intervención General de la Administración del Estado (IGAE) de España es el órgano gubernamental de control interno que asume una doble faceta, de gestión económico-financiera del sector público estatal y de centro directivo y gestor de la contabilidad pública.

## Historia

### Época temprana
La historia de fiscalización de las actuaciones administrativas en España no es una novedad, pues ya antes de la instauración del Estado liberal existieron diversos organismos que poseían entre sus competencias las mencionadas, tales como la Contaduría Mayor de Cuentas de Castilla que data de 1437 y 1442, los Contadores Mayores de los Reyes Católicos, el Consejo de Hacienda y el Tribunal de Oidores de Felipe II y los Superintendentes Generales de Hacienda en los primeros reinados de la dinastía borbónica.
Con las reformas administrativas de los Borbones, en el siglo XVIII, la contabilidad fue encomendada a dos grandes organismos, en los que se refundieron las diferentes contadurías generales preexistentes y a las que se dio el nombre de Contaduría General de Valores y Contaduría General de Distribución. La Contaduría General de Valores fue creada por Real Decreto de 1 de enero de 1717 junto con las de Distribución y Millones, que sustituían a las antiguas contadurías de la época austríaca. La Contaduría General de Valores era la autoridad superior en todo lo relativo a la contabilidad, fiscalización e intervención de la administración y recaudación de los diferentes productos por contribuciones e impuestos.

### Desarrollo administrativo delsigloXIX
Estas contadurías se mantuvieron durante gran parte de la historia española, siendo mencionadas y ratificando sus funciones interventoras en la Constitución de 1812 (arts. 348-350). Precisamente, fue con esta constitución que se establecieron cuatro tipos de control:
1. Control político-parlamentario, atribuido a las Cortes.
2. Control administrativo, a cargo de las Contadurías de Valores y de Distribución (antecedente directo de la IGAE).
3. Control jurisdiccional, de la competencia de la Contaduría Mayor de Cuentas
4. Control publicitario. Consistía en dar publicidad a las cuentas del Reino para que fuesen de conocimiento general.

Las Contadurías de Valores y de Distribución se refunden brevemente en 1819 y, a partir de 1842, en la Contaduría General del Reino. En 1850 la Contaduría General se renombra como Dirección General de Contabilidad y en 1871 como Dirección General de Contabilidad e Intervención General de la Administración del Estado, hasta la definitiva creación de la IGAE en 1874.
La DGC concentraba bajo sí todas las funciones de contabilidad, intervención y fiscalización, de forma que se sacaban del órgano gestor la fiscalización que pasaba a la DGC, como órgano fiscalizador independiente del gestor. Igualmente, con la creación de este órgano se va vislumbrando la extensión de la contabilidad y del control a la fase de reconocimiento de los derechos y obligaciones de la Hacienda Pública.

#### El proyecto de Ardanaz y la Ley Figuerola
Promulgada la Constitución de 1869 el 6 de junio, el 29 de octubre del mismo año el ministro de Hacienda, Constantino Ardanaz, presentó a las Cortes un proyecto de Ley de Administración y Contabilidad de la Hacienda Pública. Este proyecto supuso importantes innovaciones con respecto a la entonces vigente Ley de Administración y Contabilidad de 1850. El proyecto de ley de 1869 incluye entre sus títulos a la intervención. La necesidad de regular mediante ley una intervención administrativa de las cuentas se debe a que con la Constitución de 1869, el Tribunal de Cuentas dejó de estar vinculado al poder ejecutivo, y se vinculó al poder legislativo, por lo que existía la absoluta necesidad para el Gobierno de verificar las operaciones de intervención y examen con el fin de que el resultado de su gestión económica llegase al Tribunal tan depurado como fuere posible.
Este innovador proyecto, visto con buen agrado por las Cortes no prosperó por avatares de la política, quedando en suspenso por más de seis meses. Ante esto, y ya con Laureano Figuerola como ministro de Hacienda, este solicitó a las cámaras la retirada del proyecto para sustituirlo por otro, la llamada Ley Figuerola. En mayo de 1870 el ministro Figuerola presentó a las cámaras un nuevo proyecto, basado en el Proyecto de Ardanaz, con ligeras modificaciones en lo relativo a las cuentas provinciales y municipales. De los 75 artículos que poseía la ley, 49 eran una reproducción de los del proyecto del anterior ministro. Esto fue así porque, en palabras del propio Figuerola, este se había limitado a «estudiarlos e introducir en ellos las modificaciones que creyese oportunas». La ley fue aprobada en junio.
Esta ley recogía en su Capítulo V a la Intervención. Confería el carácter de interventor general de la Administración del Estado al director general de Contabilidad y otorgaba a la dirección general la responsabilidad de fiscalizar «todos los actos de la Administración Pública que produzcan ingresos o gastos, intervendrá la ordenación y ejecución de los ingresos y pagos y llevará toda la Contabilidad del Estado». También desplegaba al personal de la intervención, llamados «agentes interventores» (actuales interventores delegados) en todos y cada uno de los organismos y departamentos de la Administración estatal. Complementando estas reformas, la Ley de Presupuestos de 1870 creó el Cuerpo especial de Contabilidad y Tesorería del Estado para crear un cuerpo unificado de expertos en contabilidad e intervención.
La importancia de las funciones fiscalizadoras conferidas a la Dirección General de Contabilidad fueron tales que en 1871 se renombró como Dirección General de Contabilidad e Intervención de la Administración del Estado.
El 7 de enero de 1874, se aprobó a propuesta de Echegaray, quien entonces era ministro de Hacienda en los últimos días de la Primera República, el Decreto que otorgaba oficialmente a la Intervención General de la Administración del Estado, que dejaba de llamarse Dirección General de Contabilidad, un papel fiscalizador, interventor y contable, siendo su titular, el Interventor General, al que se le consideraba con categoría máxima dentro de la Administración, asumiendo de nuevo las funciones que le atribuía la Ley de 1870, excepto el fallo de cuentas y la persecución de reintegros y alcances, que pasaban al Tribunal de Cuentas. Afirmaba el citado Decreto que la Intervención General se configuraba para «la alta y noble misión de velar por la exacta aplicación de las leyes y por la guarda y legítima inversión de los caudales, de las rentas y de toda clase de pertenencias del país». José Ramón de Oya fue nombrado primer interventor general, aunque desde 1870 los directores generales de Contabilidad ya contaban con esta distinción.

### Profesionalización
Durante los años siguientes será regulada por diversos reglamentos; los de 1878, 1893 y 1895. Posteriormente, también sería regulada por la Ley de Administración y Contabilidad de 1911. Sin muchas variaciones, estos reglamentos mantuvieron la Intervención como un organismo dual —órgano fiscal y centro contable— y con una estructura alrededor de tres secciones: Contaduría de Examen de Cuentas, Teneduría de Libros y Secretaría (1878) primero; y Contabilidad Legislativa, Secretaría e Intervención y Cuentas Atrasadas (1893) después. Es también relevante de este periodo el Proyecto de Ley de Administración y Contabilidad de 1893 presentado por Germán Gamazo. En lo relevante a la IGAE, cabe resaltar que el proyecto preveía la supresión del Tribunal de Cuentas y su integración en la IGAE, puesto que Gamazo los consideraba órganos idénticos. También el hecho de que preveía la inamovilidad tanto del Interventor General como del Subinterventor General. Sin embargo, este proyecto no llegó a prosperar.
El sistema de rendición de cuentas era ineficaz y con numerosos retrasos, por ello en 1884 el ministro de Hacienda Fernando Cos-Gayón designó una comisión para que investigara e informara sobre las causas de éstos retrasos y sus posibles soluciones. La comisión la formaban el presidente del Tribunal de Cuentas, un consejero de Estado, el subsecretario de Hacienda, el interventor general y el director general de Aduanas. Entre las recomendaciones de la comisión estaba la creación de un Cuerpo Especial de Contabilidad, pero quedaron en suspenso hasta ser recuperadas por el ministro Gamazo en 1893, que creó dicho cuerpo bajo el nombre de Cuerpo Pericial de Contabilidad del Estado. La creación de este cuerpo se completó en 1894 con Amós Salvador Rodrigáñez como ministro, y unificó bajo este todo el personal de intervención y contabilidad. Tal fue el éxito de este cuerpo, que durante décadas recibió los halagos del Tribunal de Cuentas.
Sin embargo, a pesar de la buena labor, el hecho de que fueran de los pocos funcionarios que entraban a la Administración por oposición —en una época donde predominaba la dedocracia— provocó el recelo del resto de funcionarios de la Hacienda Pública provocó una continua disminución de sus miembros. No fue hasta la Ley de 1911 que se autorizó al Gobierno a solventar este problema, y así lo hizo, en 1913, reorganizando el Cuerpo Pericial. Esta reforma del Cuerpo duraría más de setenta años, pues desapareció en 1984, aunque desde 1964 se denominó Cuerpo de Intervención y Contabilidad de la Administración Civil del Estado. La mencionada reforma supuso su despliegue por todos los órganos del Estado —incluidos militares— y tuvo gran influencia en el protectorado de Marruecos.

### Dictadura de Primo de Rivera
Durante la dictadura de Miguel Primo de Rivera se solucionó una de las grandes fuentes de polémica en el ámbito de la contabilidad, y era la existencia de dos órganos —Tribunal de Cuentas e Intervención General— con similares o iguales competencias. La dictadura lo solucionó suprimiendo ambos y creando el Tribunal Supremo de la Hacienda Pública en 1924. Esta, sin duda, fue la más radical de las opciones propuestas hasta ahora, porque incluso en la propuesta de Germán Gamazo, si bien suprimía el Tribunal de Cuentas, las funciones jurisdiccionales de este no se las traspasaba a la IGAE, sino a un centro administrativo independiente. La dictadura traspasó todo al nuevo TSHP, según algunos autores, a inspiración de la estructura contable de Mussolini.
La creación de este Tribunal supuso una reforma administrativa central de gran calado. La Dirección General del Tesoro, que se renombró como Dirección General de Tesorería y Contabilidad, asumió las funciones presupuestarias, de revisión de la contabilidad provincial y de formación de la contabilidad general que antes tenía la IGAE. Los servicios a cargo de las intervenciones provinciales se desdoblaron en dos: un servicio de Contabilidad que asumían las Tesorerías de Hacienda y un servicio propiamente interventor y fiscal, atribuido a las Intervenciones provinciales del Tribunal.

### Regreso de la intervención
Una vez finalizada la dictadura en 1930, una de los primeros actos del gobierno de Dámaso Berenguer fue la supresión del citado Tribunal y de la denominación de Dirección General de Tesorería y Contabilidad, que volvía a ser «del Tesoro» y el restablecimiento del Tribunal de Cuentas y de la Intervención General, todos ellos con las funciones tradicionales previas a 1924. El gobierno lo justificó por considerarlo ineficaz y que rompía con la unidad de criterio de la administración contable.

#### Segunda República
Para algunos autores, la Segunda República fue la época dorada de la Intervención General de la Administración del Estado. A juicio del interventor Augusto Gutiérrez Robles (1920-2002), interventor general entre 1976 y 1980, esta afirmación se apoyaba en varios hechos:
- Se establecen las Intervenciones civiles de Guerra y Marina integradas en la IGAE, con lo que el ámbito de sus competencias se extiende a toda la Administración del Estado.
- Se extienden sus competencias a la inspección del gasto público, tanto a la administración militar (en 1931) como a totalidad de la civil (en 1935).
- La aprobación de la Ley de Bases para la Administración de la Hacienda Pública de 1932, que:
  - Unifica la Contabilidad del Estado y otorga la competencia exclusiva al Ministerio de Hacienda, a través de la IGAE.
  - Establece una estrecha relación entre las funciones de contabilidad con las fiscalizadoras e interventoras.
  - Establece la necesidad de que todos los órganos contables del Ministerio se nutran de personal técnico.
- Se establece la independencia de los interventores en relación con las autoridades cuya gestión debían fiscalizar. Los interventores delegados dependían únicamente del interventor general. Esta independencia se refleja muy bien en que, a pesar de la inestabilidad política, solo hubo un único interventor durante toda la república, Adolfo Sixto Hontán (1931-1938), y que solo fue sustituido en el último año de la república.
- Los funcionarios de la Intervención General asumieron, durante el periodo republicano, las más altas funciones de la Administración financiera. Esto era, ocupaban casi la totalidad de las plazas de Inspectores de Servicios, así como desempeñaban los altos cargos del Departamento de Hacienda.

##### Carácter civil
Ya a principios del siglo XX, aparecieron los anhelos de dotar de un carácter civil a toda la Intervención del Estado, y prueba de ello son las leyes de Presupuestos de 1914 y 1920 que introdujeron —de forma efímera e incompleta— la Intervención civil de Guerra y Marina y del protectorado de Marruecos. Sin embargo, este anhelo no cristalizaría hasta la república, que definitivamente otorgó un carácter civil universal a toda la intervención estatal.
Como ya hemos mencionado previamente, en 1931 se introduce la intervención en el ámbito militar, con la creación por Decreto de 2 de julio el Cuerpo de Intervención civil de la Marina. Este decreto sustituía el Cuerpo de Administración de la Armada, llamado desde la dictadura «de Intendencia e Intervención», por el nuevo cuerpo civil para separar las competencias gestores e interventoras. La cabeza del cuerpo era el Interventor Central de la Marina. Lo más notable de esta reforma fue que el Decreto no se promulgó en nombre del ministro de Hacienda, sino en el del ministro de Marina, que voluntariamente cedió estas funciones.
A diferencia de la Armada, en el Ejército de Tierra existía separación entre las competencias gestoras y fiscalizadoras de la actividad económica, estando estas últimas atribuidas al Cuerpo de Intervención de Guerra, con carácter militar. La Ley de Reclutamiento de la Oficialidad del Ejército de 1932 (LROE) reformó la forma de ingreso a este cuerpo, exigiendo que el personal tuviese carácter civil. Existió un periodo de adaptación, durante el cual, el personal militar del Cuerpo se mantuvo en él y con sus privilegios, que fueron siendo sustituidos según iba habiendo vacantes. Estos principios de la LROE se reprodujeron en el Decreto de 15 de febrero de 1933 que renombró el Cuerpo como Cuerpo Civil de Guerra, que asumía tanto la fiscalización de la rama terrestre de las Fuerzas Armadas como del Ministerio de la Guerra, todo ello bajo la dependencia de la IGAE.

### Dictadura de Francisco Franco
En lo que respecta al ámbito de la intervención, la IGAE mantuvo sus funciones tradicionales establecidas en 1870, es decir, centro directo de Contabilidad del Estado y encargado de intervenir los ingresos y pagos, y todos los actos de la Administración; y centro encargado de la elaboración de los Presupuestos Generales del Estado y de instruir los expedientes de concesión de créditos extraordinarios o suplementarios. Es evidente pero necesario decir, que el marco de actuación había que entenderlo limitado por el régimen político autoritario.
La victoria sublevada supuso también otras dos importantes limitaciones a la intervención; el regreso de las intervenciones militares y la existencia de determinados organismos autónomos.

#### Limitaciones

##### Intervenciones militares
Entre las primeras medidas de la dictadura relativo a la administración económico-financiera fue la restauración de las intervenciones militares. La Ley de 7 de diciembre de 1939 devolvió al Cuerpo de Intervención de la Armada su carácter militar. Lo mismo hizo la Ley de 12 de julio de 1940 recuperando el Cuerpo de Intervención de Guerra.
Pero, sin duda, la novedad estuvo en la Ley de 7 de octubre de 1939. Esta ley organizaba el Ejército del Aire y creaba, entre otros, el Servicio de Intervención, habilitando al ejecutivo para crear cuantos cuerpos fueren necesarios para el buen funcionamiento del Servicio. Así se hizo, por decretos de 15 de diciembre de 1939 y 5 de abril de 1940, creando este último el Cuerpo de Intervención del Ejército del Aire, de carácter militar.

##### Organismos autónomos
Como hemos mencionado, otro límite importante eran la existencia de los organismos autónomos. El control de la IGAE era muy limitado, debido a que el control económico-financiero de éstos organismos recaía en sus propias tesorerías. Esto era así, seguramente, por la mayor facilidad de controlar el conjunto de las operaciones derivadas de la gestión económica, y por el deseo de concentrar los fondos del Estado en el Banco de España —donde las tesorerías depositaban sus fondos— con el fin de reducir las necesidades de financiación de este.

#### El reformismo de los años 50
La opacidad con la que trabajaban los organismos autónomos fue de gran preocupación para el Ministerio de Hacienda durante la dictadura, por ello entre la década de los 40 y los 50 se empezaron a restaurar los mecanismos de control por parte de dicho Departamento, así como la extensión de las competencias de la Intervención General a los mencionados organismos.
Asimismo, recuperando preceptos de la Ley de Bases de 1932, en 1952 se crearon en los distintos Departamentos ministeriales y sus organismos dependientes unas Oficinas de Contabilidad con personal del Ministerio de Hacienda. En 1953 se actualizó el reglamento de la Intervención General, actualizando las competencias de ésta en función del importe de los expedientes de gasto y ampliaba algunas competencias como la de facultar a los Interventores delegados para formular reparos a las propuestas de gastos que reglamentariamente debían fiscalizar. Igualmente, y seguramente de las más importantes, el decreto restablecía la independencia funcional de la IGAE respecto del Ministro.

#### Planes económicos y final de la dictadura
El final de la década de los años cincuenta, y hasta el final de la dictadura, la política económico-financiera española estará basada en el Plan de Estabilización y los Planes de Desarrollo. Es una década de grandes cambios normativos, y en ocasiones contradictorios, como la aprobación de la Ley de Régimen Jurídico de las Entidades Estatales Autónomas de 1957 que sometía a éstas entidades al control de la IGAE y, a la vez, la aprobación de la Ley de Tasas y Exacciones Parafiscales de 1958, que regulaba y sometía al control de la IGAE a la parafiscalidad, salvaba de este control a los fondos destinados a financiar el Crédito Oficial.
En 1963 y 1964 se regulan dos aspectos clave para la Hacienda Pública: la contratación administrativa y el Patrimonio del Estado. En lo referente a la contratación, era la IGAE y sus delegaciones quienes asumían la fiscalización previa de todo contrato, función que se amplía en 1975 a «los expedientes motivados por contratos en general en los que se proponga el reconocimiento de derechos u obligaciones de contenido económico o la adopción de acuerdos de los cuales se deriven aquellos». También fiscalizaba las inversiones derivadas de contratos. En cuanto al Patrimonio del Estado, la Intervención General debía informar previamente sobre cualquier operación relativa a dicho patrimonio.

##### Dirección General de Presupuestos
En 1963 se recupera la Dirección General de Presupuestos (DGP) —órgano que ya existió entre 1938 y 1939—, que asumía las funciones de la Dirección General de Régimen Fiscal de Corporaciones, y las competencias presupuestarias que hasta entonces tenía la Intervención General de la Administración del Estado, separando definitivamente de la IGAE los servicios relacionados con la elaboración de los Presupuestos Generales del Estado y con la tramitación de los expedientes de modificación de los créditos presupuestarios. Eso sí, la Contabilidad y el control de la fase ejecutora de los presupuestos seguía siendo competencia de la IGAE.

### Segunda Restauración
La Ley de Administración y Contabilidad de la Hacienda Pública de 1911 se había quedado obsoleta y no daba respuestas las exigencias de la Hacienda Pública moderna. Ya en 1961, se creó una comisión para elaborar una nueva ley, cuya redacción finalizó en 1973. Un poco antes, en 1971, con Alberto Monreal Luque como ministro de Hacienda, el director general de Presupuestos, José Barea, había distribuido un proyecto de Ley General Presupuestaria elaborado en su departamento, pero ni su proyecto ni el de la comisión salieron adelante.
Otro intento en 1973, esta vez bajo el paraguas de la Ley del Plan de Desarrollo Económico y Social, creó una comisión para redactar un proyecto de Ley General Presupuestaria y de Administración y Contabilidad de la Hacienda Pública. El proyecto se finalizó a finales de 1974 y se presentó a las Cortes a principios de 1975. La Comisión de Presupuestos aprobó el proyecto y se votó en Pleno a finales de 1976, siendo promulgada por el Rey en enero de 1977 bajo el nombre de Ley General Presupuestaria.
Esta ley, en lo referente a la Intervención General, incluyó dos novedades trascendentales, siendo éstos la inclusión de dos nuevas modicidades de control: el financiero y el de eficacia.
- Control financiero. La ley establecía que estaban sometidos a este control todos los Organismos autónomos y Sociedades estatales, es decir, los servicios que integran la Administración General del Estado y sus entidades autónomas. Pero además, extiende este control a todas sociedades mercantiles, empresas, entidades y particulares por razón de las subvenciones corrientes, créditos, avales y demás ayudas del Estado o de sus Organismos autónomos o de otro modo concedidas con cargo a los Presupuestos Generales del Estado. Es decir, no ejerce un control únicamente público, sino también con todo elemento privado relacionado con los presupuestos.
- Control de eficiencia. Este control preceptivo de eficacia, dice la ley, «se ejercerá mediante análisis del coste de funcionamiento y del rendimiento o utilidad de los respectivos servicios o inversiones, así como del cumplimiento de los objetivos de los correspondientes programas.» En definitiva, la misión fundamental de este control es la de proporcionar al gestor la información adecuada sobre la marcha de los programas en cuanto a objetivos y costes, así como las causas de las desviaciones, para poder corregirlas o incluso, revisar las decisiones ya tomadas.

Además, en 1976 desaparece el Cuerpo de Contadores del Estado que se integra en el Cuerpo de Gestión de la Hacienda Pública.

#### Constitución de 1978
La Constitución de 1978 otorga al Tribunal de Cuentas el rango de órgano de relevancia constitucional y lo define como «el supremo órgano fiscalizador» tanto de las cuentas como de la gestión económica, extendiendo su jurisdicción a todo el sector público y lo hace depender de las Cortes, pero únicamente en lo relativo a informar anualmente, pues le concede jurisdicción propia y a sus miembros, el mismo estatus que a un juez. No hace mención alguna al control interno de la Administración, que seguía existiendo por la vigencia de la Ley General Presupuestaria de 1977 y que se ha mantenido en las sucesivas reformas legislativas (1988 y 2003).
La Ley de Medidas para la Reforma de la Función Pública de 1984 crea el Cuerpo Superior de Inspectores de Finanzas del Estado, por integración de los Cuerpos de Inspección de Seguros y Ahorro; Inspectores de Aduanas e Impuestos Especiales; Intervención y Contabilidad de la Administración Civil del Estado e Inspectores Financieros y Tributarios.
En la administración militar, en 1985 una ley unificó los cuerpos de intervención de las ramas militares bajo el nuevo Cuerpo Militar de Intervención de la Defensa. En 1987, se modificó el nombre del Cuerpo de Intervención y Contabilidad de la Seguridad Social (creado en 1977) por el de Cuerpo de Intervención y Contabilidad de la Administración de la Seguridad Social, que desde 2014 se denomina Cuerpo Superior de Interventores y Auditores de la Administración de la Seguridad Social.

## Funciones básicas
La característica fundamental de esta Institución, esencial en la historia de la Hacienda Pública española desde hace 140 años es que aúna o aglutina dos funciones claves para reforzar una y otra respectivamente: la contabilidad pública y el control de la gestión pública. Con ello la contabilidad dispone del control para asegurar su regularidad y realidad y el control de la contabilidad como fuente de información insustituible para verificar la gestión económica.
En la actualidad cada una de esas dos funciones son efectuadas dentro de la IGAE por unidades con rango de Subdirección General (lo que asegura su independencia y profesionalidad al estar dirigidas por funcionarios interventores de carrera en activo y no por altos cargos de nombramiento discrecional): dos Subdirecciones para la fiscalización previa de la gestión pública, la Oficina Nacional de Auditoría, creada en 1997, para coordinar y ejecutar todas las actuaciones de control posterior y auditoría pública y la Oficina Nacional de Contabilidad, creada en 2013, para el desarrollo de todos los cometidos contables que le corresponden. Además dispone de una Subdirección de Organización y medios y del Servicio Nacional de Coordinación Antifraude que asume las funciones de relación con la OLAF de la Unión Europea.
Desde 1996 se integró además en la IGAE los servicios de informática y nuevas tecnologías en toda el área presupuestaria, que se ejerce a través de cuatro Subdirecciones.

## Estructura
La IGAE dispone de una organización central y otra periférica, compuesta por:
- La Oficina Nacional de Auditoría.
- La Oficina Nacional de Contabilidad.
- La Subdirección General de Intervención y Fiscalización.
- La Subdirección General de Estudios y Coordinación.
- La Subdirección General de Organización, Planificación y Gestión de Recursos.
- La Oficina de Informática Presupuestaria.
- El Gabinete Técnico.
- El Servicio Nacional de Coordinación Antifraude.

Además:
- La Intervención General de la Defensa y la Subdirección General de Contabilidad del Ministerio de Defensa.
- La Intervención General de la Seguridad Social.
- Las Intervenciones Delegadas en los departamentos ministeriales y en determinados órganos directivos.
- Las Intervenciones Delegadas en los organismos públicos y otras entidades del sector público estatal.
- Las Intervenciones Delegadas regionales y territoriales.
- La Intervención Delegada en la Secretaría General del Tesoro.
- La Intervención Delegada en materia de Clases Pasivas.

## Cuerpos
De acuerdo con la estructura tradicional de personal de la Administración en España, la IGAE ha basado además su independencia y profesionalidad en la disposición directa de dos Cuerpos de funcionarios casi desde su creación: el actual Cuerpo Superior de Interventores y Auditores del Estado (que deriva directamente del inicial Cuerpo Pericial de Contabilidad creado en 1893) y el Cuerpo Técnico de Auditoría y Contabilidad (cuyos antecedentes son el Cuerpo Auxiliar de Contabilidad, Cuerpo de Contadores del Estado creado en 1946 y la especialidad de Contabilidad del Cuerpo Especial de Gestión de la Hacienda Pública creado en 1979).
Desempeñan también en la IGAE sus actividades profesionales muchos funcionarios de otros cuerpos del Estado, sin cuyo concurso y aportación hoy sería imposible que la IGAE cumpliera ninguno de sus fines. Entre estos cuerpos, por su importancia cuantitativa y aportación cualitativa, destacan el Cuerpo Superior de Sistemas y Tecnologías de la Información de la Administración del Estado, y el Cuerpo de Gestión de Sistemas e Informática de la Administración del Estado, creados ambos en 1991.

## Interventores Generales
| Interventores Generales                              | Fecha de nombramiento |
| ---------------------------------------------------- | --------------------- |
| José Ramón de Oya                                    | 7-1-1874              |
| Raimundo Fernández Villaverde                        | 1-8-1878              |
| José Ramón de Oya                                    | 8-7-1880              |
| Ángel González de la Peña                            | 30-6-1887             |
| Adrián Mínguez y Ranz                                | 16-7-1895             |
| José María de Retes y Muyraní                        | 14-9-1906             |
| Enrique de Yllana y Sánchez de Vargas                | 1-9-1916              |
| José Corral y Larre                                  | 12-4-1924             |
| Arturo Foreat Rivera                                 | 28-6-1924             |
| Enrique Illana y Sánchez de Vargas                   | 4-2-1930              |
| Adolfo Sixto Hontán                                  | 27-4-1931             |
| José María Fábregas del Pilar y Díez de Ceballos (1) | 7-11-1938             |
| Pedro Gárate y Pera (2)                              | 8-2-1938              |
| Eugenio Gómez Pereira                                | 13-3-1942             |
| José Manuel Rozas Eguiburu                           | 7-9-1951              |
| Felicísimo de Blas Hernando                          | 21-7-1965             |
| Joaquín Collada Andréu                               | 2-7-1973              |
| Augusto Gutiérrez Robles                             | 6-6-1976              |
| Ignacio Montaño Jiménez                              | 18-7-1980             |
| Juan Francisco Martín Seco                           | 24-12-1982            |
| Ricardo Bolufer Nieto                                | 23-2-1984             |
| Juan Aracil Martín                                   | 7-10-1988             |
| Purificación Esteso Ruiz                             | 22-3-1991             |
| Gregorio Máñez Vindel                                | 15-7-1994             |
| Rafael Muñoz López-Carmona                           | 7-5-1996              |
| Alicia Díaz Zurro                                    | 10-9-1999             |
| José Alberto Pérez Pérez                             | 24-4-2004             |
| José Carlos Alcalde Hernández                        | 13-1-2012             |
| María Luisa Lamela Díaz                              | 25-11-2016            |
| Pablo Arellano Pardo                                 | 23-06-2018            |

(1) Gobierno de Madrid.
(2) Gobierno de Burgos.

## Control: Control Financiero de Subvenciones
Regulado en el Título III de la Ley General de Subvenciones, el control financiero de subvenciones se ejerce respecto de beneficiarios y, en su caso, entidades colaboradoras por razón de las subvenciones de la Administración General del Estado y organismos y entidades vinculados o dependientes de aquella, otorgadas con cargo a los Presupuestos Generales del Estado o a los fondos de la Unión Europea.
El control financiero de subvenciones es ejercido por la Oficina Nacional de Auditoría, en colaboración con las Intervenciones Regionales y Territoriales.

### Objetivos del Control Financiero de Subvenciones
El control financiero de subvenciones tiene como objeto verificar:
- a) La adecuada y correcta obtención de la subvención por parte del beneficiario.
- b) El cumplimiento por parte de beneficiarios y entidades colaboradoras de sus obligaciones en la gestión y aplicación de la subvención.
- c) La adecuada y correcta justificación de la subvención por parte de beneficiarios y entidades colaboradoras.
- d) La realidad y la regularidad de las operaciones que, de acuerdo con la justificación presentada por beneficiarios y entidades colaboradoras, han sido financiadas con la subvención.
- e) La adecuada y correcta financiación de las actividades subvencionadas, en los términos establecidos en el apartado 3 del artículo 19 de la LGS.
- f) La existencia de hechos, circunstancias o situaciones no declaradas a la Administración por beneficiarios y entidades colaboradoras y que pudieran afectar a la financiación de las actividades subvencionadas, a la adecuada y correcta obtención, utilización, disfrute o justificación de la subvención, así como a la realidad y regularidad de las operaciones con ella financiadas.

### Técnicas de inspección y control
El control financiero de subvenciones puede efectuarse mediante:
- a) El examen de registros contables, cuentas o estados financieros y la documentación que los soporte, de beneficiarios y entidades colaboradoras.
- b) El examen de operaciones individualizadas y concretas relacionadas o que pudieran afectar a las subvenciones concedidas.
- c) La comprobación de aspectos parciales y concretos de una serie de actos relacionados o que pudieran afectar a las subvenciones concedidas.
- d) La comprobación material de las inversiones financiadas.
- e) Las actuaciones concretas de control que deban realizarse conforme con lo que en cada caso establezca la normativa reguladora de la subvención y, en su caso, la resolución de concesión.
- f) Cualesquiera otras comprobaciones que resulten necesarias en atención a las características especiales de las actividades subvencionadas.

El control financiero puede extenderse a las personas físicas o jurídicas a las que se encuentren asociados los beneficiarios, así como a cualquier otra persona susceptible de presentar un interés en la consecución de los objetivos, en la realización de las actividades, en la ejecución de los proyectos o en la adopción de los comportamientos.

## Base de Datos Nacional de Subvenciones
La IGAE es el administrador y custodio de la BDNS, base de datos federada que recoge las subvenciones y ayudas públicas otorgadas por todas las administraciones públicas de España, y sus organismos y entes vinculados y dependientes, de acuerdo con los previsto en el artículo 20 de la Ley General de Subvenciones.
La Base de Datos Nacional de Subvenciones alimenta de datos e información al Sistema Nacional de Publicidad de Subvenciones y Ayudas Públicas, sitio web público donde se publica toda la información relativa a convocatorias y concesiones, de ayudas, subvenciones, Ayudas de Estado y de minimis según lo estipulado en la LGS y normativa española y europea sobre transparencia y en los Reglamentos Europeos relativos a Ayudas de Estado y de minimis.